# Archidium
Archidium es un género de musgos perteneciente a la familia Archidiaceae. Comprende 66 especies descritas y de estas, solo 38 aceptadas.

## Taxonomía
El género fue descrito por Samuel Élisée von Bridel y publicado en Bryologia Universa 1: 747. 1827. La especie tipo es: Archidium phascoides Brid.

## Especies aceptadas
A continuación se brinda un listado de las especies del género Archidium aceptadas hasta diciembre de 2014, ordenadas alfabéticamente. Para cada una se indica el nombre binomial seguido del autor, abreviado según las convenciones y usos.
- Archidium acanthophyllum
- Archidium acauloides
- Archidium alternifolium
- Archidium amplexicaule
- Archidium andersonianum
- Archidium birmannicum
- Archidium brevinerve
- Archidium capense
- Archidium clarksonianum
- Archidium clavatum
- Archidium cubense
- Archidium dinteri
- Archidium donnellii
- Archidium elatum
- Archidium hallii
- Archidium indicum
- Archidium johannis-negrii
- Archidium julaceum
- Archidium julicaule
- Archidium laterale
- Archidium laxirete
- Archidium microthecium
- Archidium minus
- Archidium minutissimum
- Archidium muellerianum
- Archidium ohioense
- Archidium rehmannii
- Archidium rothii
- Archidium stellatum
- Archidium subulatum
- Archidium tenerrimum
- Archidium thalliferum
- Archidium wattsii
- Archidium yunnanense